# Dracula 2001
Série Dracula
Dracula II : Ascension
(2003)
Pour plus de détails, voir Fiche technique et Distribution.
Dracula 2001 (titre original : Dracula 2000) est un film américain réalisé par Patrick Lussier, sorti en 2000.

## Synopsis
Au XIXe siècle, à Londres, après des années de poursuite, Abraham Van Helsing parvient enfin à capturer le comte Dracula. Il s'empresse d'enfermer le corps maudit dans la crypte de l'abbaye de Carfax. Celui-ci y reposera durant plus d'un siècle.

En l'an 2000, l'abbaye de Carfax a laissé place à un important immeuble à bureaux, propriété de Matthew Van Helsing, l'un des descendants d'Abraham. En dépit d'une mystérieuse maladie, il veille à la protection du précieux bien qui sommeille sous les fondations.

Il est secondé par Simon Sheppard, collectionneur d'armes antiques, qui n'est pas au courant de ce qui sommeille au sous-sol, ni même de l'existence des vampires. Les problèmes surviennent lorsqu'un groupe de voleurs experts en haute technologie parvient à s'introduire dans la chambre forte et tente d'ouvrir une crypte extrêmement bien protégée, celle de Dracula. Ces derniers volent le cercueil sans connaître son contenu et le redoutable comte saisit l'occasion pour s'évader.

Pendant ce temps, quelque part à La Nouvelle-Orléans, Mary Van Helsing mène une vie paisible de vendeuse avec sa meilleure amie Lucy, préférant ne pas se mêler des affaires de son père. L'arrivée de Simon dans sa boutique vient mettre un terme à cette tranquille existence. En effet celui-ci a été informé par M. Van Helsing de la situation, et a décidé de l'aider à maîtriser Dracula, qui cherche Mary pour se venger de son père mais aussi car il s'aperçoit que son sang a quelque chose de particulier.

Pour sauver Mary, Simon doit tuer Dracula, et se protéger de Marcus et son gang de cambrioleurs devenus entre-temps des vampires.

## Fiche technique
Sauf indication contraire, les informations mentionnées dans cette section peuvent être confirmées par la base de données cinématographiques IMDb,  présente dans la section « Liens externes ».
- Titre original : Dracula 2000
- Titre français : Dracula 2001
- Titre québécois : Dracula 2000 (sortie cinéma) ; Dracula 2001 (sortie TV)
- Réalisation : Patrick Lussier
- Scénario : Joel Soisson, d'après une histoire de Patrick Lussier et Joel Soisson
- Musique : Marco Beltrami
- Direction artistique : Elinor Rose Galbraith
- Décors : Carol Spier et Peter P. Nicolakakos
- Costumes : Denise Cronenberg
- Photographie : Peter Pau
- Son : Christopher Boyes, Gary A. Rizzo, Christopher Barnett
- Montage : Peter Devaney Flanagan et Patrick Lussier
- Production : W.K. Border et Joel Soisson

Coproduction : Daniel K. Arredondo et Ron Schmidt
Production associée : Tony Steinberg
Production déléguée : Wes Craven, Marianne Maddalena, Andrew Rona, Bob Weinstein et Harvey Weinstein
- Sociétés de production[1] : Wes Craven Films et Carfax Productions Ltd.
  - Avec la participation de Dimension Films
  - En association avec Neo Art & Logic
- Sociétés de distribution[1] : 
  - États-Unis : Dimension Films
  - France : Bac Films
  - Belgique : RCV Film Distribution
- Budget : 54 millions de $[2]
- Pays d'origine :  États-Unis
- Langue originale : anglais
- Format[3] : couleur - 35 mm - 2,35:1 (Cinémascope) - son DTS | Dolby Digital | SDDS
- Genre : épouvante-horreur, fantastique, action
- Durée : 99 minutes
- Dates de sortie[4] :
  - États-Unis, Canada : 22 décembre 2000
  - France : 9 mai 2001
  - Belgique : 15 août 2001
  - Suède : 19 septembre 2001 (Lund Fantastisk Film Festival)
- Classification[5] :
  -  États-Unis : Interdit aux moins de 17 ans (R – Restricted).
  -  France : Interdit aux moins de 12 ans (visa d'exploitation no 102137 délivré le 3 mai 2001)[6],[7].

## Distribution
- Gerard Butler (VF : Boris Rehlinger ; VQ : Daniel Picard) : Dracula / Judas Iscariote
- Christopher Plummer (VF : Jean Lagache ; VQ : Yves Massicotte) : Abraham / Matthew Van Helsing
- Jonny Lee Miller (VF : Thomas Roditi ; VQ : Antoine Durand) : Simon Sheppard
- Justine Waddell (VF : Mbembo ; VQ : Camille Cyr-Desmarais) : Mary Heller-Van Helsing
- Colleen Fitzpatrick (VF : Laurence Dourlens ; VQ : Nadia Paradis): Lucy Westerman
- Jennifer Esposito (VQ : Élise Bertrand) : Solina
- Omar Epps (VF : Christophe Peyroux ; VQ : Gilbert Lachance) : Marcus
- Sean Patrick Thomas : Trick
- Danny Masterson (VF : Éric Aubrahn) : Nightshade
- Lochlyn Munro : Eddie
- Tig Fong (VF : Jacques Bouanich) : Dax
- Tony Munch : Charlie
- Jeri Ryan (VF : Julie Dumas ; VQ : Julie La Rochelle) : Valerie Sharpe
- Shane West (VF : Maël Davan-Soulas) : J. T.
- Nathan Fillion (VF : Tanguy Goasdoué ; VQ : Pierre Auger) : le père David
- Jonathan Whittaker (VF : François Dunoyer) : Gautreaux
- Robert Verlaque : Dr Seward

 Source et légende : version française (VF) sur RS Doublage et selon le carton du doublage français sur le DVD zone 2.

## Autour du film
- Le tournage s'est déroulé du 23 octobre au 1er novembre 2000 à Orono et Toronto au Canada, ainsi qu'à La Nouvelle-Orléans aux États-Unis.
- Le film sera suivi par Dracula II: Ascension en 2003 et Dracula III: Legacy en 2005, tous deux sortis directement en vidéo.

## Bande originale
- Day by Day, interprété par Taproot
- One Step Closer, interprété par Linkin Park
- Bloodline, interprété par Slayer
- Metro, interprété par System of a Down
- Avoid The Light, interprété par Pantera

## Distinctions
Entre 2000 et 2001, Dracula 2001 a été sélectionné 2 fois dans diverses catégories et n'a remporté aucune récompense

### Nominations
- The Stinkers Bad Movie Awards : le remake ou la suite que personne ne réclamait.
- Saturn Awards - Académie des films de science-fiction, fantastique et d'horreur 2001 : meilleur film d'horreur.

## Editions en vidéo
- Dracula 2001 est sorti le[10] :
  - 6 février 2002 en DVD, Édition Collector
  - 23 octobre 2012 en DVD et Blu-ray
  - 3 juillet 2014 en DVD

## Caractéristiques du vampire
- Le vampire est vulnérable aux balles d'argent, à la lumière du jour et à la décapitation.
- Il ne possède pas de reflet ni d'ombre
- Il peut transformer un humain en vampire par une simple morsure
- Au cours du film, il est présenté comme étant la forme ressuscitée de Judas Iscariote, donnant une explication à son aversion pour tout symbole chrétien.